# It's My Life (Masami Okui)
It's My Life è un brano musicale di Masami Okui pubblicato come singolo il 4 luglio 2007 dalla evolution. Il singolo non è riuscito ad entrare nella classifica settimanale Oricon.

## Tracce
CD singolo EVCS-0010
1. It's My Life
2. -W-
3. It's My Life (off vocal version)
4. -W- (off vocal version)